# تکنوازان
برنامهٔ رادیویی تکنوازان در دههٔ ۴۰ توسط یکی از شاگردان ابوالحسن صبا، آهنگساز و نوازندهٔ ویلن،  محمد میرنقیبی، تأسیس شد. این برنامه که به تکنوازی سازها و مهمتر از آن بداهه نوازی اختصاص داشت برنامه‌ای ۱۵ دقیقه بود . ساخت این برنامه توسط محمد میرنقیبی که در زمان مدیریت روح الله خالقی، مدتی سرپرست برنامهٔ گلها نیز بوده، موجب به یادگار ماندن گنجینهٔ آثاری از هنرمندان موسیقی ایران شد. این برنامه‌ها از شماره ۱۰۱ آغاز شده و تا شماره ۷۷۸ ادامه داشته‌است.
نوازندگان این برنامه که اغلب نوازندگان برنامه گلها بوده اند عبارتند از جوادمعروفی (پیانو) پرویزیاحقی ،علی‌تجویدی ، همایون‌خرم ،اسدالله‌ملک ، حبیب‌الله‌بدیعی‌‌‌ ، سیاوش‌زندگانی و...(ویولن) رضاورزنده ، مجیدنجاحی ، منصورصارمی و فضل‌الله‌توکل (سنتور) جلیل‌شهناز ، فرهنگ‌شریف ، لطف‌الله‌مجد ، فریدون‌حافظی (تار) احمدعبادی ، حسنعلی‌دفتری (سه تار) جهانگیر‌ملک ، امیرناصر‌افتتاح ، رضاصیرفی داود یاسری،همدانیان(تمبک) علی‌اصغر‌بهاری ، کامران‌داروغه (کمانچه) محمدموسوی، حسن‌ناهید (نی) منصورنریمان (قانون)و..... که در این برنامه با هم همکاری داشته اند